# جيمس ميرفي
جيمس ميرفي (بالإنجليزية: James Murphy)‏ (17 سبتمبر 1997 في الولايات المتحدة - ) هو لاعب كرة قدم أمريكي في مركز الوسط.

## وصلات خارجية
- جيمس ميرفي على موقع الدوري الأمريكي (الإنجليزية)
- جيمس ميرفي على موقع قاعدة بيانات كرة القدم.إي يو (الإنجليزية)
- جيمس ميرفي على موقع Soccerbase.com (لاعب) (الإنجليزية)
- جيمس ميرفي على موقع Soccerway.com (الإنجليزية)